# Sąd Ostateczny (tarot)
Sąd Ostateczny – karta tarota należąca do Arkanów Wielkich, oznaczana numerem 20 (XX).
Inne nazwy: Sąd, Anioł, Duch Pierwotnego Ognia.

## Wygląd
Na karcie widnieje przedstawienie biblijnego Sądu Ostatecznego. Widoczne są nagie postaci ludzkie powstające z grobów pływających na powierzchni wody. W niektórych taliach część postaci ludzkich bezpośrednio stoi w wodzie. Powyżej, na niebie, znajduje się dmący w trąbę anioł.

## Znaczenie
Karta Sądu Ostatecznego oznacza nowość w życiu i nadchodzące zmiany. Bywa kojarzona z wyzdrowieniem z choroby, zakończeniem problemów duchowych albo ustąpieniem jakichś przeszkód. Karta ta jest także symbolem przebaczenia i – ogólniej – życia religijnego.

## Galeria

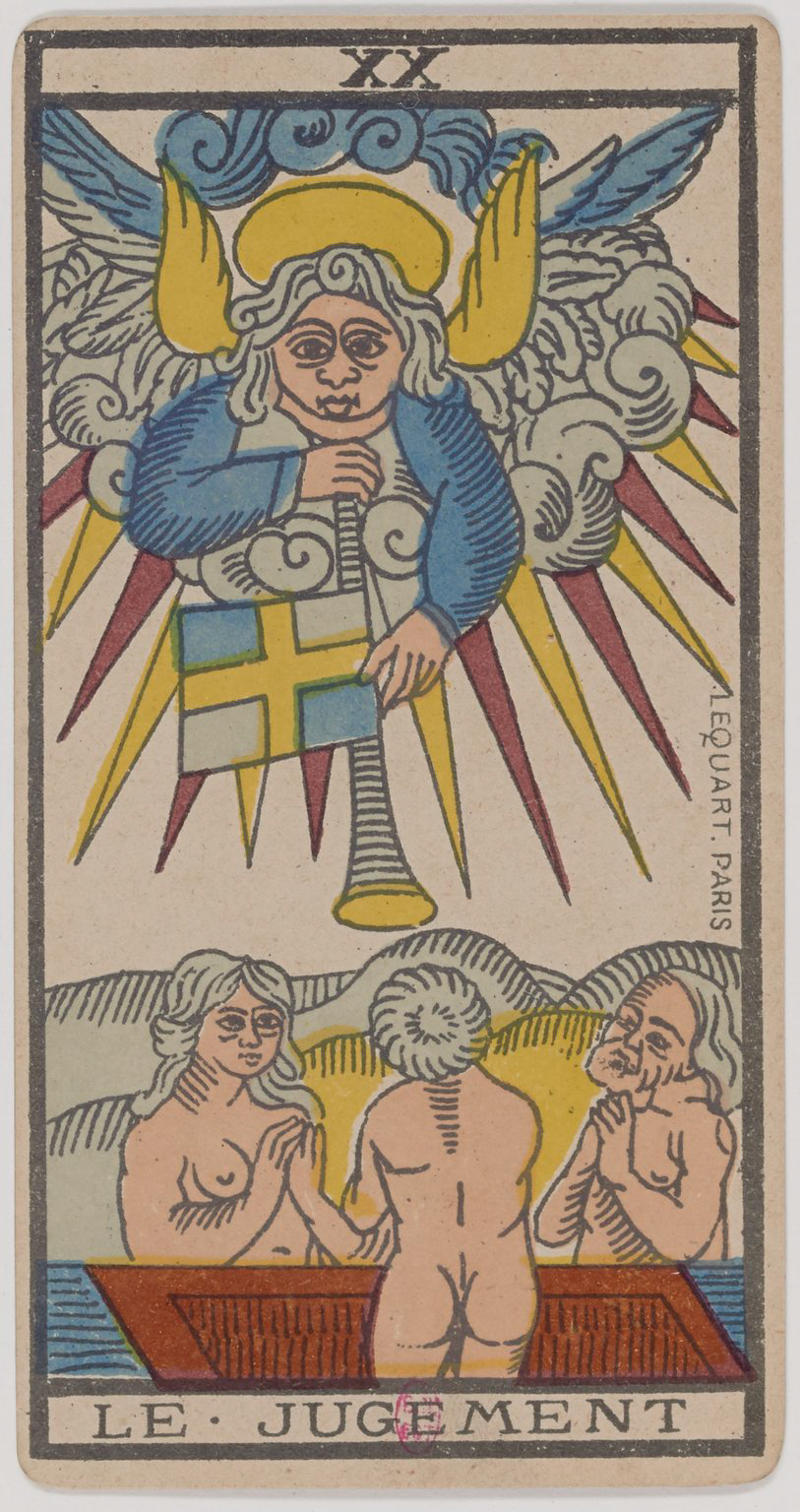
Sąd Ostateczny z talii tarota marsylskiego
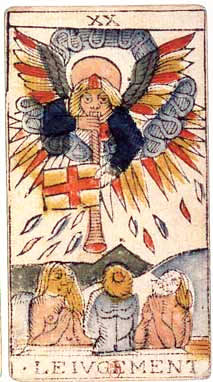
Sąd Ostateczny z talii tarota marsylskiego Jeana Dodala (XVIII wiek)
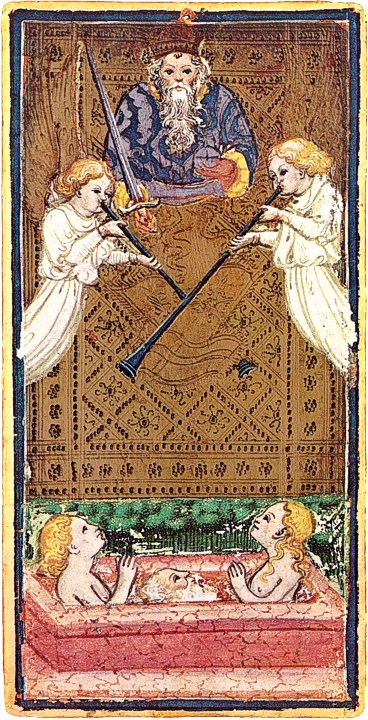
Sąd z talii tarota Viscontich-Sforzów ze zbiorów Pierpont Morgan-Bergamo (XV wiek) – reprodukcja
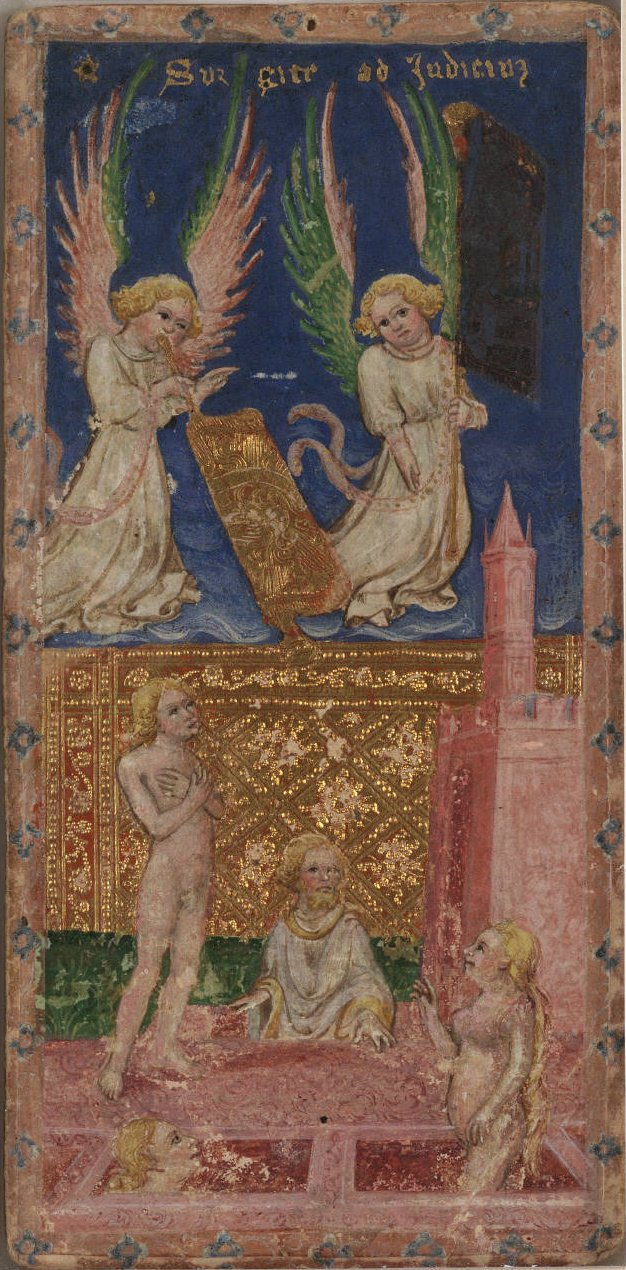
Sąd Ostateczny z talii tarota Viscontich Cary-Yale zwanej też Visconti di Modrone (XV wiek)